# Hotellneset

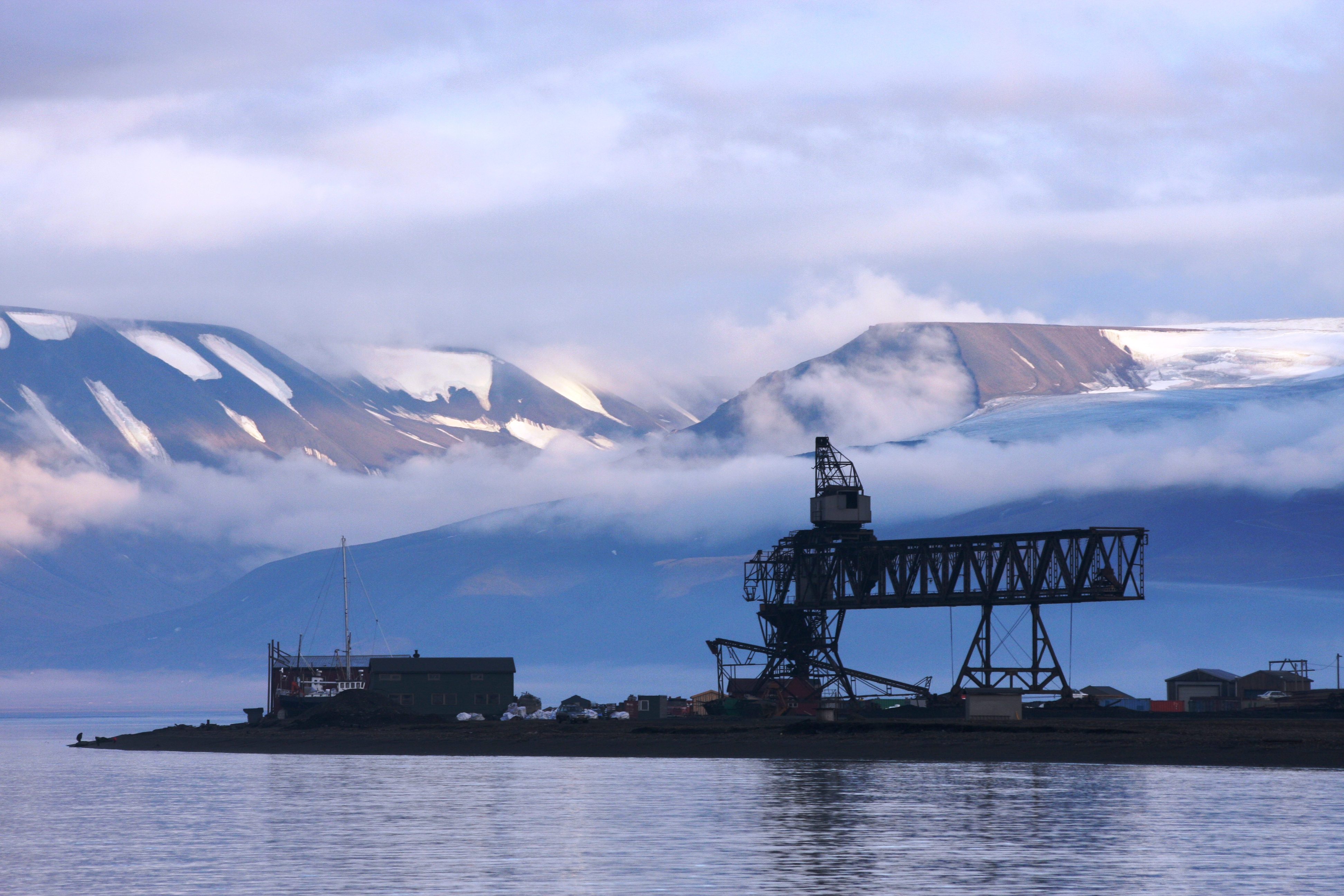
Hotellneset

Hotellneset ("Hotel Punt") és una península a uns 2 km al nord-oest de Longyearbyen a Svalbard, Noruega, sobresortint d'Adventfjorden. És on es troba l'Aeroport de Svalbard, Longyear i el port per exportar carbó des de Longyearbyen. Sobre Hotellneset hi ha la muntanya aplanada de Platåberget, on hi ha l'Estació de satèl·lit de Svalbard.